# Pęczek klinowaty
Pęczek klinowaty, droga Burdacha, słup Burdacha (łac. fasciculus cuneatus, fasciculus Burdachi, columna Burdachi) – pęczek aksonów, biegnący w grzbietowej części rdzenia kręgowego w sznurach tylnych. Należy do dróg rdzeniowo-opuszkowych. Przewodzi czucie proprioreceptywne od receptora do jądra klinowatego w rdzeniu przedłużonym. Jest utworzony z włókien wywodzących się z górnych segmentów piersiowych i segmentów szyjnych. 
Nazwa eponimiczna upamiętnia niemieckiego anatoma i fizjologa Friedricha Burdacha.